# Postępowanie niesporne
Postępowanie niesporne - dawna (stosowana do 31 grudnia 1964) nazwa postępowania nieprocesowego. Została zarzucona jako nieodpowiadająca istocie rzeczy - istnieją bowiem kategorie spraw rozpoznawanych w postępowaniu nieprocesowym, w których jest wyraźny pierwiastek sporu o prawo.